# 찰리 신
카를로스 어윈 에스테베스(스페인어: Carlos Irwin Estévez, 1965년 9월 3일 ~ )는 찰리 신(영어: Charlie Sheen)이라는 예명으로 잘 알려진 미국의 배우이다. 배우 마틴 신의 셋째 아들로 태어났다.
배우로서는 톰 크루즈의 라이벌급까지 부상할 정도로 잘나갔으나 사생활이 너무 엉망이었다. 그 결과 에이즈에 감염되었고 찰리 신은 결국 그 사실을 알고 있는 사람들에게 엄청 많은 돈을 써가면서 입막음했는데 이로 인해 파산했다. 하지만 찰리 신에게 돈을 받은 사람들은 찰리 신을 배신하고 기자를 만나서 찰리 신이 에이즈에 감염되었다는 소문을 냈다. 결국 2015년에 찰리 신이 에이즈에 감염되었다는 뉴스 기사가 보도되었다.
에이즈로 인해 일을 할 수 없게 된 찰리 신은 결국 아버지인 마틴 신에게 얹혀 살고 있다.

## 출연 작품
- 언더 프레셔 (1997, Bad Day on the Block)
- 프리 머니
- 삼총사
- 네이비 실
- 월 스트리트
- 《메이저 리그》
- 《메이저 리그2》
- 터미널 스피드
- 플래툰 - 크리스 테일러 일병 역
- 존 말코비치 되기
- 영 건
- 머니 토크